# しゃべる!DSお料理ナビ
『しゃべる!DSお料理ナビ』（しゃべる ディーエスおりょうりナビ）は、2006年7月20日に任天堂から発売されたニンテンドーDS用料理ナビゲーションソフトである。
コーエーより発売された『しゃべる!DSお料理ナビ まるごと帝国ホテル〜最高峰の料理長が教える家庭料理〜』と、任天堂から発売された『世界のごはん しゃべる!DSお料理ナビ』についても同稿にて述べる。

## 概要
調理の手順は解説・写真表示とともに合成音声によりシェフのキャラクターがガイド。食材や手順の詳細な説明や、動画による解説映像など、料理の初心者でも基礎から理解できるための工夫がなされている。
料理監修は辻学園・辻クッキング。収録された料理のレシピは200種類以上。
第10回（平成18年度）文化庁メディア芸術祭エンターテインメント部門優秀賞受賞。

## 操作
おもに上画面は調理の手順を記した表示、下画面はタッチ操作パネルとなっているが、料理中に手が離せない時も音声入力による操作が可能となっている。
音声で可能な操作には、
- オッケー - 次のページへ
- もどる - 前のページへ
- もう一回 - 現在のページをもう一回ガイド
- 声を大きく - ガイド音声を大きくする
- 声を小さく - ガイド音声を小さくする
- くわしく - 詳細な説明（表示がある時のみ）
- タイマー - タイマー機能（表示がある時のみ）

などがある。
なお、タイマー機能を使用した時には、待ち時間用にゲーム&ウオッチ「シェフ」を遊ぶ事が出来る。

## 機能
- レシピ検索

食材、ジャンル、カロリー、作りやすさなどの条件設定から、おすすめのメニューを紹介。
- お料理事典

「食材」「器具」「下ごしらえ」「保存」「切り方」「用語」「解説映像」「注意事項」の7つの項目で、料理に関する基礎知識を収録。
- 毎日お料理ナビ

カレンダーの日付から、過去に作った料理を検索できる。
- 伝言メモ

タッチペンによる手書き入力が可能。ソフト起動時に自動的にメモ内容を音声再生する。アクセントや声色も設定できる。
- レシピダウンロード

DSステーションから新しいレシピのダウンロードが可能。

## しゃべる!DSお料理ナビ まるごと帝国ホテル
『しゃべる!DSお料理ナビ まるごと帝国ホテル』（しゃべる ディーエスおりょうりナビ まるごとていこくホテル）は、2007年6月21日にコーエーより発売された。ゲーム機本体が入る特製ポーチがセットになったものも同時発売。パッケージ等には「〜最高峰の料理長が教える家庭料理〜」の副題も書かれている。
帝国ホテル総料理長・田中健一郎及び、同ホテルに出店している「なだ万」（調理長・大嶋高幸）、「伊勢長」（料理長・高橋敏明）、「𠮷兆」（料理長・伊藤勇次）、「鮨源」（店長・小池直幸）、「北京」（料理長・佐久間英彦）、「讃アプローズ」（調理長・丸山広）の6つの料理店のシェフらが監修する約200種類のレシピを収録。ゲーム中に登場するシェフのキャラクターはデザインが変わり、帝国ホテルを思わせるものとなっている。
「しゃべる!DSお料理ナビ」というタイトル自体は任天堂の登録商標のため、パッケージやマニュアルにそれを示す記載がある。スタッフ一覧では、監修としてクレジットされている。
音声ナビには『しゃべる!DSお料理ナビ』と同じ音声を使っている。

## 世界のごはん しゃべる!DSお料理ナビ
世界26ヶ国、総計313種類のレシピを収録した『世界のごはん しゃべる!DSお料理ナビ』が2008年12月4日に発売された。今までのDSお料理ナビ関連作品は日本国内のみ発売だったが、今作は海外でも発売された。欧州では英語版だけでなく、フランス語、ドイツ語、イタリア語、スペイン語版がそれぞれ発売されている。
レシピが一新されると共に、機能面では「Wi-Fi人気料理ランキング」が新たに加わり、同機能を通じてニンテンドーWi-Fiコネクションに接続したユーザーに人気のレシピをランキング形式で閲覧できるようになった。そのほかにも細かな改良が施されている。料理監修は『しゃべる!DSお料理ナビ』と同じく辻学園・辻クッキング。
タイマー機能を一度使用すると、ゲーム&ウオッチ「EGG」をプレイできるようになる。

## その他
- Wii用ソフト『大乱闘スマッシュブラザーズX』に、このゲームのために編曲したDSお料理ナビのアレンジ曲がある。また、シールにシェフがある。
- Nintendo Switch用ソフト『大乱闘スマッシュブラザーズSPECIAL』でシェフがスピリットとして登場したほか、前述のアレンジ曲も続投されている。
- 北米では、『世界のごはん』発売後に本作のシステムを使ったDS用ソフト『America's Test Kitchen: Let's Get Cooking』が2010年3月28日に発売されている。テレビ番組『America's Test Kitchen』を元にしたソフト。DSお料理ナビシリーズと同じく、インディーズゼロが開発に関わっており米国任天堂が発売しているタイトルである。
- 本作発売後、似た特徴を持ったニンテンドーDS用の音声ナビ付き料理レシピソフトが、「しゃべる!DSお料理ナビ」を冠した『まるごと帝国ホテル』以外にも任天堂以外のメーカーより多数発売されている。『まるごと帝国ホテル』を発売したコーエーも、翌年には本シリーズタイトルを冠さない『かんたん!たのしい!お菓子ナビDS』を発売している。